# Julius von Platen (Offizier)

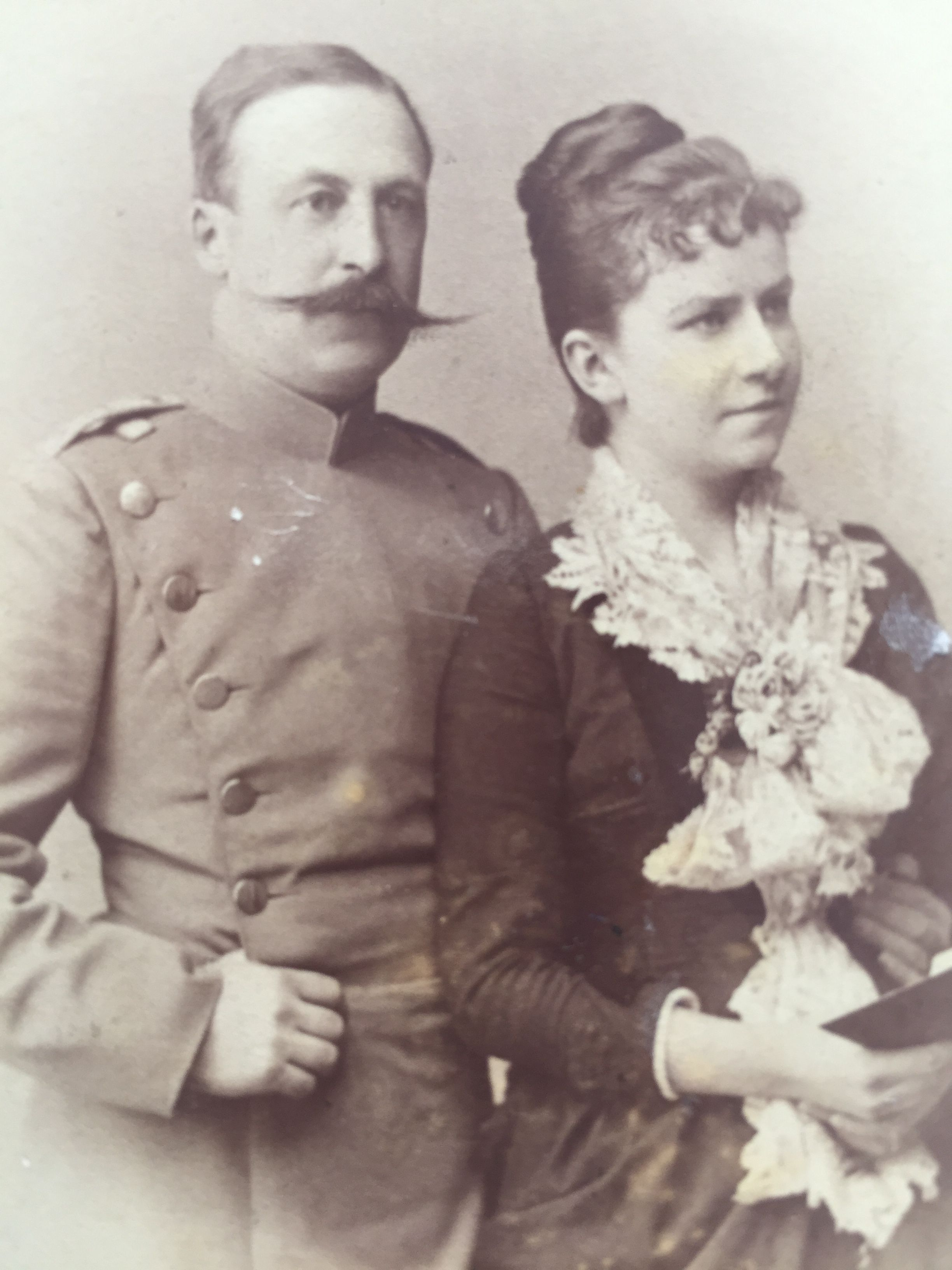
Generalleutnant Julius von Platen und seine Ehefrau Clara, geb. von Woedtke, Fotografie (um 1890)

Julius Gustav Friedrich Karl von Platen (* 21. Mai 1853 auf Gut Parchow, Gemeinde Wiek; † 9. Dezember 1922 in Potsdam) war ein preußischer Generalleutnant.

## Leben

### Herkunft

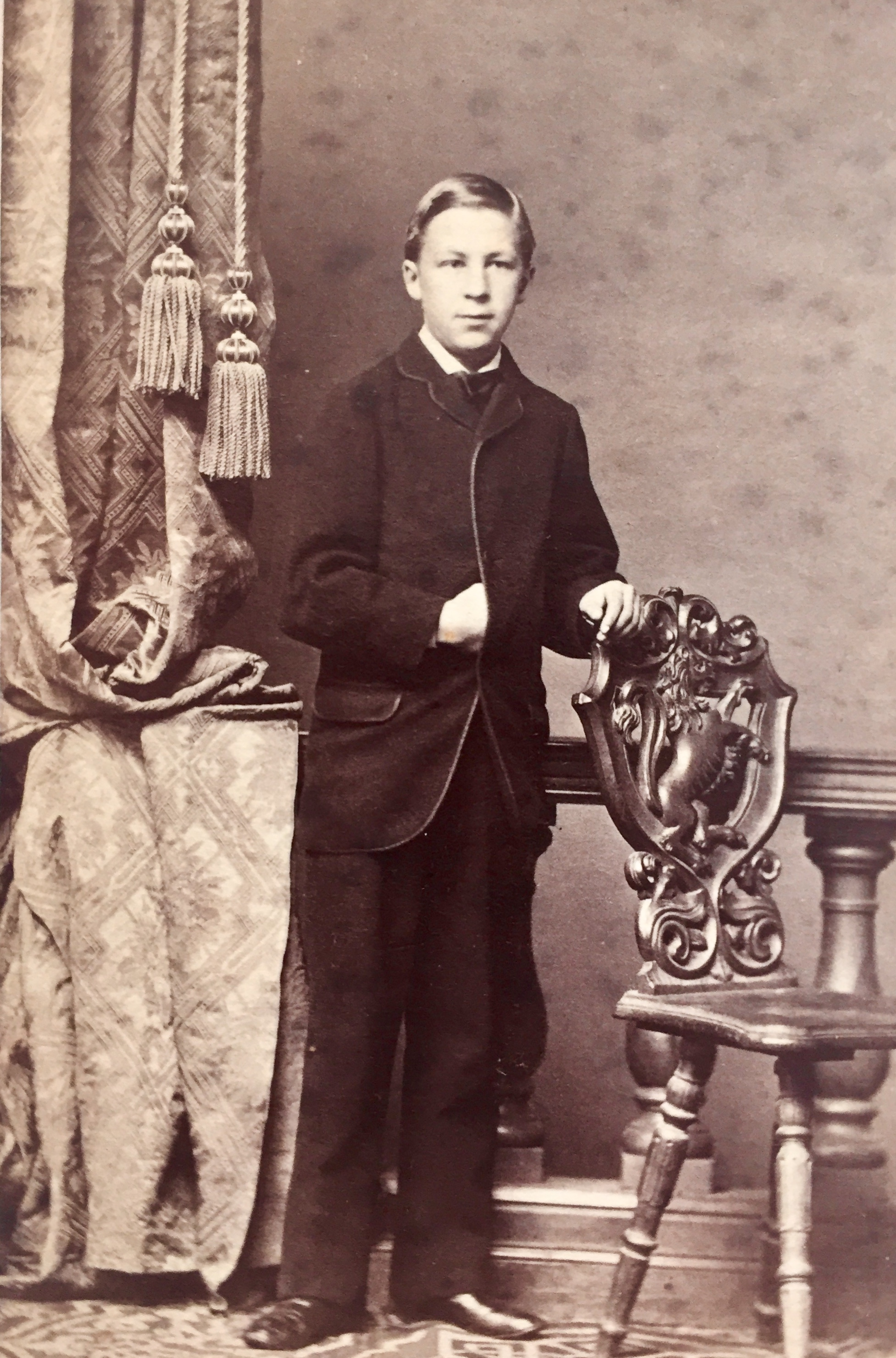
Julius von Platen als Schüler des Sundischen Gymnasiums in Stralsund, Fotografie (1869/70)

Julius entstammte der alten rügen-pommerschen Adelsfamilie Platen. Er war der dritte Sohn des gleichnamigen preußischen Rittmeisters und Gutsbesitzers Julius von Platen (1809–1888), Gutsherr auf Parchow, Bischofsdorf und Fährhof, heute alle Ortsteile der Gemeinde Wiek auf Rügen, und seiner aus Wismar stammenden Ehefrau Anna, geborene Crull (1827–1905).

### Militärkarriere
Nach anfänglichem Unterricht im Parchower Elternhaus besuchte Platen von 1865 bis 1870 das Sundische Gymnasium im ehemaligen Kloster St. Katharinen in Stralsund. Zu Beginn des Krieges gegen Frankreich trat er 1870 als Avantageur in das Dragoner-Regiment „Freiherr von Derfflinger“ (Neumärkisches) Nr. 3 der Preußischen Armee in Treptow an der Rega ein und wurde im gleichen Jahr zum Fähnrich befördert. Während des Feldzugs erkrankte Platen an Typhus. Seinen Eltern holten ihn aus dem Lazarett Bar-le-Duc ab, um ihn zu Hause zu pflegen. 1871 zum Sekondeleutnant befördert, durchlief er nachträglich die Kriegsschule Anklam. 1877/78 war er zur Militärreitschule in Hannover kommandiert. In den Folgejahren besuchte Platen die Berliner Kriegsakademie. Als Eskadronchef in seinem angestammten Regiment, das von Hinterpommern nach Bromberg verlegt worden war, erfolgte 1886 seine Beförderung zum Rittmeister.
1898 wurde er Major und wechselte innerhalb des Regiments auf die Stelle des etatmäßigen Stabsoffiziers. 1902 übernahm Platen die Führung des Dragoner-Regiments „Prinz Albrecht von Preußen“ (Litthauisches) Nr. 1 in Tilsit und wurde 1903 zum Oberstleutnant sowie 1906 zum Oberst befördert. 1908 erhielt er das Kommando über die 37. Kavallerie-Brigade in Allenstein und in dieser Stellung avancierte er 1910 zum Generalmajor. Unter Verleihung des Charakters als Generalleutnant nahm Platen 1912 seinen Abschied.
Danach lebte Platen mit seiner Ehefrau in Potsdam in der Alten Luisenstraße 73 (heute Zeppelinstraße). Das Ehepaar ist in Potsdam auf dem Bornstedter Friedhof bestattet.

### Familie
Platen heiratete 1887 auf Gut Woedtke im Landkreis Greifenberg Agnes von Woedtke (1867–1927). Sie war die Tochter des Mitglieds des Reichstages, preußischen Landrats und Rittmeisters Carl von Woedtke, Gutsherr auf Woedtke, und dessen Ehefrau Clara, geborene von Blanckenburg.
Aus der Ehe gingen folgende Kinder hervor:
- Annemarie (1888–1969) ⚭ 1909 Hugo Tortilowicz von Batocki-Friebe, preußischer Landrat des Kreises Tuchel
- Christa (1889–1966), Fürsorgeschwester
- Christoph (1890–1929), Landwirt und Rittmeister a. D. ⚭ 1920 Therese Neander von Petersheiden, Besitzerin des Rittergutes Chursdorf/Neumark bei Soldin, Tochter des Gutsbesitzers Erich Neander von Petersheiden auf Chursdorf und seiner Ehefrau Wanda, geborene von Hertell aus dem Hause Grünrade/Neumark
- Friedrich (1892–1918), gefallen als preußischer Leutnant und Kompanieführer im 9. Badischen Infanterie-Regiment Nr. 170
- Eggert (1900–1964), leitender Angestellter der Siemens AG und Leutnant a. D.

⚭ 1923 Maximiliane von Münster, Tochter des bayerischen Oberstleutnants Maximilian von Münster und seiner Ehefrau Adele, geborene Quéroy
⚭ 1937 Ruth Krumbiegel, Tochter des Kaufmanns und Fabrikbesitzers Paul Krumbiegel und seiner Ehefrau Charlotte, geborene Meisch